# Arseni Chivilev
Arseni Chivilev (12 de julio de 2001) es un deportista de Rusia que compite en natación. Ganó dos medallas de plata en el Campeonato Mundial Junior de Natación de 2019, en las pruebas de 4 × 100 m libre y 4 × 100 m libre mixto, y seis medallas en el Campeonato Europeo Junior de Natación.